# NK Metalleghe-BSI
NK Metalleghe-BSI is een Bosnische voetbalclub uit Jajce.
De club werd in 2009 opgericht als NK Maestral 95 en in 2011 verbond het lokale metaalbedrijf BSI zich aan de club en werd de naam gewijzigd in NK Maestral BSI. Op 14 juni 2014 werd de huidige naam aangenomen. In 2011 werd de club kampioen van het kanton Centraal-Bosnië en in 2014 werd de Druga Liga FBiH West gewonnen. In 2016 werd Metallegh-BSI kampioen van de Prva Liga Federacija Bosne i Hercegovine en promoveerde voor het eerste naar de Premijer Liga. Na één seizoen degradeerde de club weer. 
Bratstvo ·
Budućnost ·
Goražde · 
Gornji Rahić ·
Gradina Srebrenik ·
Jedinstvo ·
Radnik ·
Radnički ·
Stupćanica Olovo ·
TOŠK ·
Tomislav ·
Travnik ·
Tuzla City · 
Vis Kosovo ·
Čelik Zenica ·
Zvijezda